# Una mujer, un pueblo
 Una mujer, un pueblo es una película documental de Argentina sobre la vida de Eva Perón, filmada en Eastmancolor dirigida por Carlos Luis Serrano según su propio guion que se estrenó el 28 de febrero de 1974. Los relatos estuvieron a cargo de María de la Cruz y Edgardo Suárez.

## Prohibición y polémica sobre su autoría
Se trata de un documental de montaje que repite imágenes muchas veces vistas en televisión. Su rodaje finalizó en 1970 y  al año siguiente fue prohibido por el gobierno militar y recién se estrenó en 1974. Si bien hasta entonces había figurado Schroeder como realizador, en la publicidad se mencionó como tal a Serrano pese a las protestas del primero. En 1982 el filme fue reestrenado con un nuevo montaje de Copriologo, con un minuto menos de extensión y el subtítulo La vida de Eva Perón.
Edgardo Suárez es conocido por haber sido el locutor del acto partidario del 20 de junio de 1973 realizado con motivo del retorno al país de Juan Domingo Perón, acompañado por una comitiva entre la que estaba el presidente Héctor José Cámpora, que desembocó en el enfrentamiento armado llamado la Masacre de Ezeiza y que desde el palco de los organizadores alternaba los llamados a la tranquilidad con el conductor del acto Leonardo Favio.

## Comentarios
En Crónica escribió Juan Schroeder:

”(Serrano) no es el director. Jamás! Y yo y el resto del equipo podemos alegar muchas más y mejores razones. En todo caso, el verdadero director es Ripoll.”

Carmen Rivarola en El Cronista Comercial dijo:

”Con material documental no muy abundante…Filmada con decoro y corrección.”

El Mundo opinó:

”Lamentablemente este film no agrega absolutamente nada a lo que es patrimonio emocional del pueblo argentino.”